# Castelo de Biely Kameň

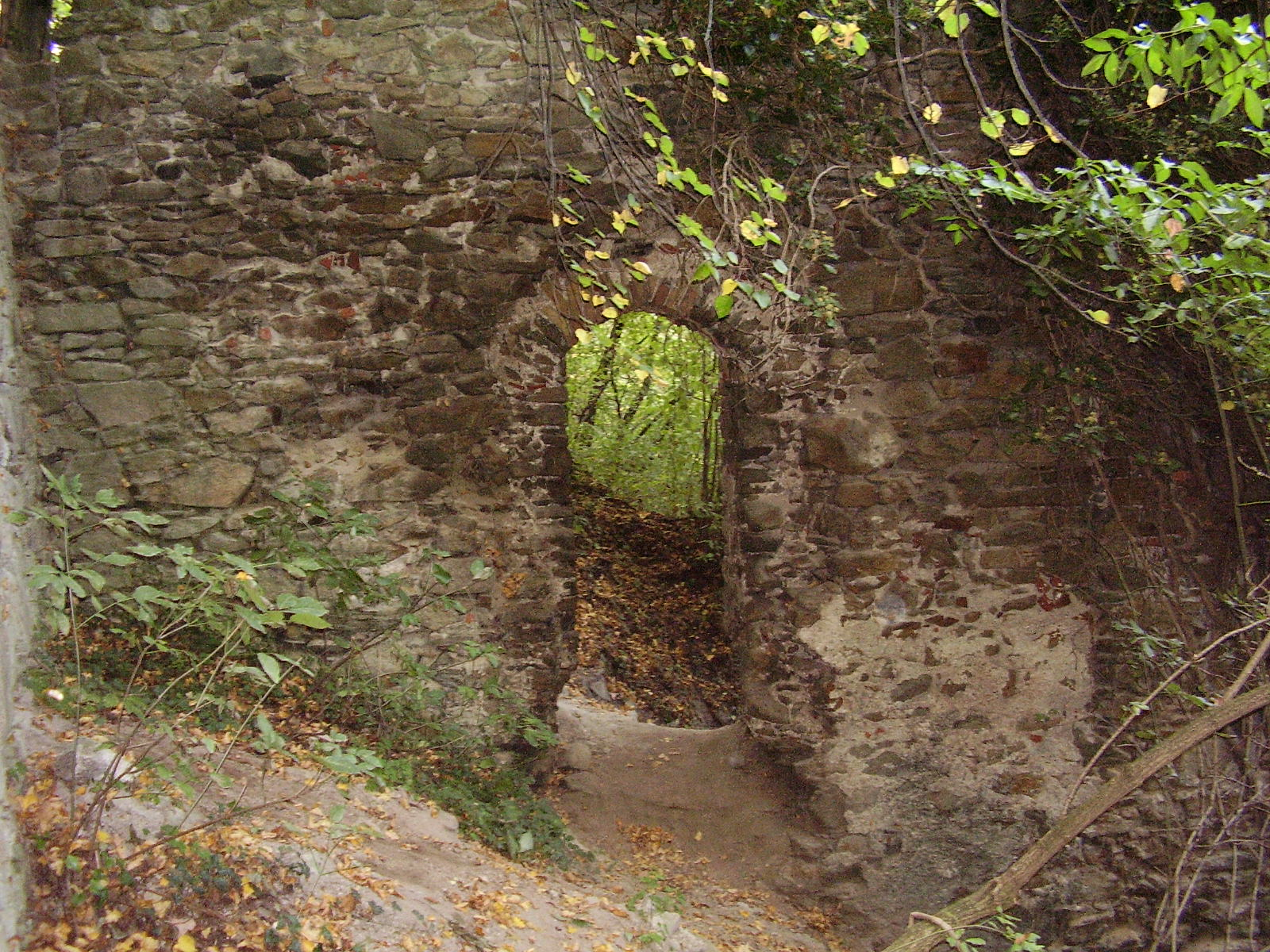
As ruínas do castelo de Biely Kameň

O Castelo de Biely Kameň está localizado em Svätý Jur, uma cidade ao norte de Bratislava, Eslováquia.
Foi mencionado pela primeira vez no ano de 1217. Foi a propriedade dos condes de Svätý Jur até 1609, quando eles se mudaram para uma mansão mais confortável na cidade. Acabou sendo parcialmente destruído por uma incursão otomana em 1663. As ruínas podem ser vistas até hoje.